# Morti nel 2015/Luglio
| Questa pagina contiene informazioni ricavate automaticamente dalle voci biografiche con l'ausilio del template Bio e di un bot. L'aggiornamento è periodico e automatico e ricostruisce completamente la pagina. Se manca una persona in questa lista, sei pregato di non aggiungerla, ma accertati piuttosto che la sua voce biografica contenga il template Bio e che i dati anagrafici siano correttamente compilati. Se il template Bio manca, inseriscilo tu stesso o, in alternativa, metti l'avviso {{tmp\|Bio}} che ne segnala la mancanza. Se i dati riportati sono sbagliati, correggi direttamente la voce biografica; le modifiche saranno visibili in questa lista entro pochi giorni. Per chiarimenti vedi il progetto biografie. La lista contiene solo le 185 persone che sono citate nell'enciclopedia e per le quali è stato implementato correttamente il template Bio. Pagina aggiornata al 10 ago 2025. |

- 1º luglio - Giovanni Alasia, sindacalista, politico e partigiano italiano (n. 1927)
- 1º luglio - Francesco Alliata, nobile, produttore cinematografico e regista italiano (n. 1919)
- 1º luglio - Mariano Biondi, calciatore e allenatore di calcio argentino (n. 1950)
- 1º luglio - Robert La Caze, pilota automobilistico francese (n. 1917)
- 1º luglio - Miloslava Misáková, ginnasta cecoslovacca (n. 1922)
- 1º luglio - Hans Muller, pallanuotista olandese (n. 1937)
- 1º luglio - Sergio Sollima, regista, sceneggiatore e critico cinematografico italiano (n. 1921)
- 1º luglio - Nicholas Winton, filantropo britannico (n. 1909)
- 2 luglio - Slavko Avsenik, compositore e musicista sloveno (n. 1929)
- 2 luglio - Åke Johansson, attore e giornalista svedese (n. 1925)
- 2 luglio - Petro Korol', sollevatore sovietico (n. 1941)
- 2 luglio - Charlie Sanders, giocatore di football americano statunitense (n. 1946)
- 3 luglio - Lauren Brice, attrice pornografica statunitense (n. 1962)
- 3 luglio - Diana Douglas, attrice britannica (n. 1923)
- 3 luglio - Goran Gogić, calciatore serbo (n. 1986)
- 3 luglio - Sergio Pezzati, politico italiano (n. 1931)
- 3 luglio - Luca Scacchetti, architetto, designer e teorico dell'architettura italiano (n. 1952)
- 3 luglio - Jacques Sernas, attore lituano (n. 1925)
- 3 luglio - Eto Soldani, calciatore italiano (n. 1922)
- 3 luglio - Eleonora Vincenti, filologa italiana (n. 1928)
- 4 luglio - Nedelčo Beronov, politico e giurista bulgaro (n. 1928)
- 4 luglio - Henri Denis, presbitero e teologo francese (n. 1921)
- 4 luglio - Daniel Kastler, fisico francese (n. 1926)
- 4 luglio - Valerio Ruggeri, attore e doppiatore italiano (n. 1934)
- 4 luglio - Abd Allah bin Abd al-Aziz bin Musa'ed bin Jiluwi Al Sa'ud, principe e politico saudita (n. 1931)
- 4 luglio - Carlo de Gavardo, pilota motociclistico cileno (n. 1969)
- 5 luglio - Sakari Momoi, supercentenario giapponese (n. 1903)
- 5 luglio - Yōichirō Nambu, fisico giapponese (n. 1921)
- 5 luglio - Amanda Peterson, attrice statunitense (n. 1971)
- 5 luglio - Jack Steadman, dirigente sportivo statunitense (n. 1928)
- 6 luglio - Salvu Bonnici, calciatore maltese (n. 1934)
- 6 luglio - Terry Handley, astronomo statunitense
- 6 luglio - Luigi Martella, vescovo cattolico italiano (n. 1948)
- 6 luglio - Luca Rastello, scrittore e giornalista italiano (n. 1961)
- 6 luglio - Franco Scaglia, scrittore, giornalista e dirigente d'azienda italiano (n. 1944)
- 6 luglio - Rubens Tedeschi, giornalista, scrittore e critico musicale italiano (n. 1914)
- 6 luglio - Paolo Vero, direttore di coro italiano (n. 1958)
- 6 luglio - Jerry Weintraub, attore, produttore cinematografico e produttore televisivo statunitense (n. 1937)
- 7 luglio - Maria Barroso, attrice e politica portoghese (n. 1925)
- 7 luglio - Angela Ciochină, cantante e compositrice rumena (n. 1955)
- 7 luglio - Eva Fischer, pittrice jugoslava (n. 1920)
- 7 luglio - Bob MacKinnon, cestista, allenatore di pallacanestro e dirigente sportivo statunitense (n. 1927)
- 7 luglio - Fons van Wissen, calciatore olandese (n. 1933)
- 8 luglio - Flora Carosello, attrice e doppiatrice italiana (n. 1920)
- 8 luglio - Giacomo Costa, chimico italiano (n. 1922)
- 8 luglio - Irwin Keyes, attore e comico statunitense (n. 1952)
- 8 luglio - Arne Kotte, calciatore norvegese (n. 1935)
- 8 luglio - Mauro Maltinti, calciatore italiano (n. 1935)
- 8 luglio - Vladimir Matijević, calciatore jugoslavo (n. 1957)
- 8 luglio - Ken Stabler, giocatore di football americano statunitense (n. 1945)
- 8 luglio - James Tate, poeta statunitense (n. 1943)
- 9 luglio - Michael Masser, compositore e produttore discografico statunitense (n. 1941)
- 9 luglio - Roger Mathis, calciatore svizzero (n. 1921)
- 9 luglio - Sa'ud bin Faysal bin Abd al-Aziz Al Sa'ud, principe e politico saudita (n. 1940)
- 9 luglio - Mario Sereni, baritono italiano (n. 1928)
- 9 luglio - Ettore Stratta, produttore discografico e direttore d'orchestra italiano (n. 1933)
- 10 luglio - Ferenc Doór, pittore ungherese (n. 1918)
- 10 luglio - Omar Sharif, attore e giocatore di bridge egiziano (n. 1932)
- 10 luglio - Michel Evéquoz, schermidore svizzero (n. 1923)
- 10 luglio - Hristo Hristov, astista bulgaro (n. 1935)
- 10 luglio - Jimmy Murray, calciatore scozzese (n. 1933)
- 10 luglio - Roger Rees, attore gallese (n. 1944)
- 10 luglio - Jon Vickers, tenore canadese (n. 1926)
- 11 luglio - Herbert Ahues, compositore di scacchi tedesco (n. 1922)
- 11 luglio - Claudia Alexander, geofisica statunitense (n. 1959)
- 11 luglio - Giacomo Biffi, cardinale e arcivescovo cattolico italiano (n. 1928)
- 11 luglio - Patricia Crone, orientalista danese (n. 1945)
- 11 luglio - Hussein Fatal, rapper statunitense (n. 1973)
- 11 luglio - Satoru Iwata, autore di videogiochi e imprenditore giapponese (n. 1959)
- 11 luglio - Peter de Klerk, pilota automobilistico sudafricano (n. 1935)
- 11 luglio - Tom Piccirilli, scrittore statunitense (n. 1965)
- 12 luglio - Emilio Andina, rugbista a 15 italiano (n. 1928)
- 12 luglio - Chenjerai Hove, poeta, scrittore e saggista zimbabwese (n. 1956)
- 12 luglio - Milorad Milutinović, allenatore di calcio e calciatore jugoslavo (n. 1935)
- 12 luglio - Francesco Randon, calciatore italiano (n. 1925)
- 13 luglio - Oddino Bo, politico italiano (n. 1922)
- 13 luglio - Alberto Busignani, storico dell'arte, poeta e editore italiano (n. 1930)
- 13 luglio - Girolamo Di Stolfo, attore, personaggio televisivo e pugile italiano (n. 1967)
- 13 luglio - Philipp Mißfelder, politico tedesco (n. 1979)
- 13 luglio - Roberto Pagano, clavicembalista e musicologo italiano (n. 1930)
- 13 luglio - Arturo Paoli, presbitero, religioso e missionario italiano (n. 1912)
- 13 luglio - Ildikó Schwarczenberger, schermitrice ungherese (n. 1951)
- 13 luglio - Joan Sebastian, cantautore messicano (n. 1951)
- 13 luglio - Andy Sutcliffe, pilota di Formula 1 britannico (n. 1947)
- 13 luglio - Martin Litchfield West, filologo classico e grecista britannico (n. 1937)
- 13 luglio - Eric Wrixon, tastierista britannico (n. 1947)
- 13 luglio - Gerhard Zwerenz, scrittore e poeta tedesco (n. 1925)
- 14 luglio - Willer Bordon, politico italiano (n. 1949)
- 14 luglio - Wolf Gremm, regista e sceneggiatore tedesco (n. 1942)
- 14 luglio - Ismet Hadžić, calciatore e allenatore di calcio bosniaco (n. 1954)
- 14 luglio - Liliana Poli, soprano italiano (n. 1928)
- 15 luglio - Federico Cerruti, collezionista d'arte italiano (n. 1922)
- 15 luglio - Alan Curtis, clavicembalista, musicologo e direttore d'orchestra statunitense (n. 1934)
- 15 luglio - Aubrey Morris, attore britannico (n. 1926)
- 15 luglio - Franco Mosino, filologo e grecista italiano (n. 1932)
- 15 luglio - Pierangelo Summa, regista teatrale e scultore italiano (n. 1947)
- 15 luglio - Anita Todesco, attrice italiana (n. 1932)
- 16 luglio - Denis Avey, militare e ingegnere britannico (n. 1919)
- 16 luglio - Alcides Ghiggia, calciatore uruguaiano (n. 1926)
- 16 luglio - Jack Goody, antropologo britannico (n. 1919)
- 16 luglio - Pietro Grilli di Cortona, politologo italiano (n. 1954)
- 16 luglio - Sandro Joan, calciatore italiano (n. 1939)
- 16 luglio - Ed Lawrence, cestista statunitense (n. 1952)
- 16 luglio - Bruno Zanobio, medico e storico italiano (n. 1926)
- 17 luglio - Bill Arnsparger, allenatore di football americano statunitense (n. 1926)
- 17 luglio - Giorgio Barbana, calciatore italiano (n. 1949)
- 17 luglio - Jules Bianchi, pilota automobilistico francese (n. 1989)
- 17 luglio - Zaim Kobilica, pallamanista bosniaco (n. 1965)
- 17 luglio - John Taylor, pianista e compositore britannico (n. 1942)
- 18 luglio - Ron Bissett, cestista canadese (n. 1931)
- 18 luglio - Buddy Buie, cantante, chitarrista e produttore discografico statunitense (n. 1941)
- 18 luglio - George Coe, attore e regista statunitense (n. 1929)
- 18 luglio - Edna Neillis, calciatrice scozzese (n. 1953)
- 18 luglio - Alex Rocco, attore statunitense (n. 1936)
- 18 luglio - Richard Shoup, informatico e imprenditore statunitense (n. 1943)
- 19 luglio - Rugger Ardizoia, giocatore di baseball italiano (n. 1919)
- 19 luglio - Eugenio Bomboni, giornalista italiano (n. 1930)
- 19 luglio - Nicola Cucullo, politico italiano (n. 1930)
- 19 luglio - Bernat Martínez, pilota motociclistico spagnolo (n. 1980)
- 19 luglio - Gigi Marulla, calciatore e allenatore di calcio italiano (n. 1963)
- 19 luglio - Galina Prozumenščikova, nuotatrice sovietica (n. 1948)
- 19 luglio - Giorgio Vecchiato, giornalista e scrittore italiano (n. 1925)
- 20 luglio - Augusto Azzaroli, paleontologo italiano (n. 1921)
- 20 luglio - Tom Beard, attore inglese (n. 1965)
- 20 luglio - George Bon Salle, cestista statunitense (n. 1935)
- 20 luglio - Fred Else, calciatore inglese (n. 1933)
- 20 luglio - Elio Fiorucci, stilista e imprenditore italiano (n. 1935)
- 20 luglio - Des Horne, calciatore sudafricano (n. 1939)
- 20 luglio - Dieter Moebius, musicista svizzero (n. 1944)
- 20 luglio - Sieghardt Rupp, attore austriaco (n. 1931)
- 21 luglio - Gigi Angelillo, attore, doppiatore e regista teatrale italiano (n. 1939)
- 21 luglio - Theodore Bikel, attore e cantante austriaco (n. 1924)
- 21 luglio - Rafael González Adrio, cestista e medico spagnolo (n. 1935)
- 21 luglio - Dick Nanninga, calciatore olandese (n. 1949)
- 21 luglio - Nova Pilbeam, attrice britannica (n. 1919)
- 22 luglio - Luigi Cogodi, politico italiano (n. 1943)
- 22 luglio - E. L. Doctorow, scrittore statunitense (n. 1931)
- 22 luglio - Josefa Francisco, attivista filippina (n. 1954)
- 22 luglio - Natasha Parry, attrice britannica (n. 1930)
- 22 luglio - Bud Schaeffer, cestista e allenatore di pallacanestro statunitense (n. 1927)
- 22 luglio - Josef Scheungraber, militare tedesco (n. 1918)
- 22 luglio - Horst Walter, calciatore tedesco orientale (n. 1939)
- 23 luglio - William Wakefield Baum, cardinale e arcivescovo cattolico statunitense (n. 1926)
- 23 luglio - Carla Lowry, cestista, allenatrice di pallacanestro e dirigente sportiva statunitense (n. 1939)
- 23 luglio - Anna Marchetti, cantante italiana (n. 1945)
- 23 luglio - Rasoul Raisi, sollevatore iraniano (n. 1924)
- 23 luglio - Siinamota, tastierista, paroliere e compositore giapponese (n. 1995)
- 23 luglio - José Sazatornil, attore, regista e scenografo spagnolo (n. 1925)
- 25 luglio - Bob Kauffman, cestista, allenatore di pallacanestro e dirigente sportivo statunitense (n. 1946)
- 25 luglio - Giulio Savoini, allenatore di calcio e calciatore italiano (n. 1930)
- 25 luglio - Nilo Zandanel, saltatore con gli sci e combinatista nordico italiano (n. 1937)
- 26 luglio - Sergio Banali, giornalista italiano (n. 1930)
- 26 luglio - Richard Bass, imprenditore e alpinista statunitense (n. 1929)
- 26 luglio - Peter Ehrlich, attore tedesco (n. 1933)
- 26 luglio - Everett "Vic" Firth, percussionista statunitense (n. 1930)
- 26 luglio - Luigi Genovese, politico italiano (n. 1925)
- 26 luglio - Flora MacDonald, politica canadese (n. 1926)
- 26 luglio - Ann Rule, scrittrice e poliziotta statunitense (n. 1931)
- 26 luglio - Sebastiano Vassalli, scrittore, poeta e giornalista italiano (n. 1941)
- 27 luglio - John William Scott Cassels, matematico britannico (n. 1922)
- 27 luglio - Abdul Kalam, politico indiano (n. 1931)
- 27 luglio - Ivan Moravec, pianista ceco (n. 1930)
- 27 luglio - Anita Parmesani, fondista italiana (n. 1933)
- 27 luglio - Daniele Patucchi, compositore e bassista italiano (n. 1945)
- 27 luglio - Samuel Pisar, avvocato, scrittore e diplomatico statunitense (n. 1929)
- 27 luglio - Ilvano Rasimelli, politico e partigiano italiano (n. 1924)
- 27 luglio - Jerzy Twardokens, schermidore polacco (n. 1931)
- 27 luglio - Tony Vogel, attore britannico (n. 1942)
- 28 luglio - Diego Barisone, calciatore argentino (n. 1989)
- 28 luglio - Pierantonino Berté, giornalista, politico e poeta italiano (n. 1918)
- 28 luglio - Andreas Kōnstantinou, calciatore cipriota (n. 1949)
- 28 luglio - Sergio Mion, calciatore italiano (n. 1931)
- 28 luglio - Angelo Mundula, poeta italiano (n. 1934)
- 28 luglio - Edward Natapei, politico vanuatuano (n. 1954)
- 29 luglio - Giorgio Albani, ciclista su strada e dirigente sportivo italiano (n. 1929)
- 29 luglio - Mimmo Castellano, designer e fotografo italiano (n. 1932)
- 30 luglio - Lynn Anderson, cantante statunitense (n. 1947)
- 30 luglio - Fulvio Follegot, politico italiano (n. 1953)
- 30 luglio - Dante Masocco, cestista italiano (n. 1936)
- 30 luglio - Alena Vrzáňová, pattinatrice artistica su ghiaccio cecoslovacca (n. 1931)
- 31 luglio - Stephan Beckenbauer, allenatore di calcio e calciatore tedesco (n. 1968)
- 31 luglio - Vincenzo Cabianca, ingegnere e urbanista italiano (n. 1925)
- 31 luglio - Gerald S. O'Loughlin, attore statunitense (n. 1921)
- 31 luglio - Roddy Piper, wrestler e attore canadese (n. 1954)
- 31 luglio - Pietro Ravecca, scultore italiano (n. 1945)